# Rafael Ángel Alfaro-Pineda
Rafael Ángel Alfaro-Pineda (* 14. Februar 1961 in San Salvador) ist ein salvadorianischer Diplomat.

## Leben
Rafael Angel Alfaro-Pineda ist der Sohn von Luisa Elena Pineda-Moreno und Manuel Enrique Alfaro Alfaro-Alvarado. Nach Carla García Granados Rieger heiratete er am 14. März 2008 Beatriz Elena Alfaro Delgado. 1985 wurde er Bachelor of Fine Arts der University of Louisiana at Lafayette. Von 1986 bis 1987 war er Wahlleiter der Gebietskulisse San Salvador. (Am 25. März 1984 trat Roberto D’Aubuisson Arrieta zur Präsidentschaftswahl an.)
Von 1986 bis 1988 war Alfaro-Pineda Geschäftsführer der Jugendorganisation der Alianza Republicana Nacionalista. Von 1989 bis 1992 war er Stellvertreter des Ständigen Vertreters der Regierung von El Salvador beim UNO-Hauptquartier. Von 1992 bis 1993 war er Direktor in der Botschaft in Washington, D.C. Von 1993 bis 1994 war er stellvertretender Außenminister El Salvadors. 1994 nahm ihn die Regierung von Taipeh in den Order of Brilliant Star auf. Von 1994 bis 1995 war er stellvertretender Verkehrsminister seines Landes.
Von 1997 bis 1999 war Alfaro-Pineda Botschafter in Jerusalem (Israel). Von 1999 bis 2000 war er Botschafter in Caracas (Venezuela). Von 2000 bis 2008 war er Botschafter in Quito (Ecuador). Von 2008 bis 17. September 2011 war Botschafter in Ottawa (Kanada).

## Veröffentlichung
- Un cambio generacional. In Tendencias, 1996, S. 38.[2]